# Atriplex graciliflora
Atriplex graciliflora là loài thực vật có hoa thuộc họ Dền. Loài này được M.E.Jones mô tả khoa học đầu tiên năm 1895.